# الطيبة (جنين)
الطيبة هي قرية فلسطينية تابعة لمحافظة جنين في الضفة الغربية وتبعد حوالي 17 كم، بارتفاع يتراوح بين 180- 380 م عن مستوى سطح البحر. تبلغ مساحة أراضي قرية الطيبة حوالي 4000 دونم.

## سكان القرية
بلغ عدد سكان القرية عام 2023 حوالي 2482 نسمة.

## مدارس القرية
يوجد في قرية الطيبة مدرستين للذكور ومدرسة للإناث إضافة إلى روضتين للأطفال، ويبلغ عدد الطلاب حوالي 600 طالب وطالبة، يواجة الطلاب والطالبات معاناة حقيقية في حياتهم فهم يدرسون في مدارس القرية حتى الصف الحادي عشر ومن ثم يضطرون إلى دراسة الصف الثاني عشر في مدارس أخرى خارج القرية.

## التاريخ
كانت القرية الحالية تغطي اعتبارًا من عام 2016 المنحدرات المحيطة بخربة قديمة (قرية مدمرة)، خربة الطيبة.  كانت القرية القديمة تغطي فقط المنحدر الجنوبي للتل والوادي إلى الجنوب منه. تشير الحفريات إلى أنها كانت نشطة بشكل رئيسي في أواخر العصر الروماني ، والبيزنطي ،  والعصور الوسطى، مع اكتشافات أقل من العصر الفارسي ، والعصر الإسلامي المبكر، والعثماني.
تم ضم فلسطين بأكملها إلى الإمبراطورية العثمانية في عام 1517.
يذكر هوتيروث وعبد الفتاح سجل الضرائب لعام 1596 حيث كانت الطيبة جزءًا من ناحية (منطقة فرعية) شعرة تحت لواء (منطقة) لجون ، ويبلغ عدد سكانها 6 أسر. كانوا سكان القرية يدفعون معدل ضريبة ثابت بنسبة 25% على المنتجات الزراعية، بما في ذلك القمح والشعير والمحاصيل الصيفية وأشجار الزيتون وخلايا النحل و/أو الماعز، بالإضافة إلى الإيرادات العرضية، بإجمالي 3500 آقجة .
بدأت الطيبة كمنطقة صغيرة تابعة لما يسمى بـ "الكومنولث الفحماوي" الذي أنشأته عشائر الخليل المنتمية إلى أم الفحم . تتألف الكومنولث من شبكة من المجتمعات المتداخلة المرتبطة بروابط القرابة ، والمرتبطة اجتماعيا واقتصاديا وسياسيا بأم الفحم. وسيطرت الكومنولث على أجزاء واسعة من بلاد الروحا/راموت منشيه ووادي عارة ومرج ابن عامر/وادي يزرعيل خلال تلك الفترة.

### العصر الإردني
بعد النكبة الفلسطينية عام 1948، وبعد اتفاقيات الهدنة عام 1949، أصبحت الطيبة تحت الحكم الأردني.
حسب عداد السكان الأردني لعام 1961 أن عدد سكان الطيبة بلغ 467 نسمة.

### ما بعد 1967
منذ حرب الأيام الستة عام 1967، أصبحت قرية بيت دقو تحت الاحتلال الإسرائيلي.